# 曾泽生
曾泽生（1902年10月—1973年2月22日），生于云南省永善县，中國軍事人物。最高軍銜為中国人民解放军中将。

## 生平

### 早年經歷
1902年，曾澤生於云南省永善县出生。
1919年2月，十七歲考入位於省會昆明的雲南省立中学。1922年12月，曾泽生考入唐继尧创办的建国军军士队受训。由于受訓期間成绩优秀，因此被送入云南陆军讲武堂学习。

### 黃埔軍校第三期
1925年任黄埔军校区队长，次年入黄埔军校高级班学习。
1931年2月，曾泽生在滇军第三旅第六團擔任營長一職。

### 對日抗戰時期
抗戰期間，曾参加台儿庄会战，因战功卓著，升任师长。
1945年，升任国民革命军第六十军（龙云的滇系部队）军长。

### 長春起義
1948年长春围困战中，率六十军起義。1949年1月2日，人民解放軍總部宣布改編長春起義之原國軍第六十军为中国人民解放军第五十军，曾澤生任军长，徐文烈為政治部主任；1月29日行授名典禮:8767-8768。

### 抗美援朝
率领五十军参加了第一至第四次战役。在第三次战役中，五十军149师442团副团长陈屏带领一营率先攻入汉城。在第四次战役中，率部在汉江两岸坚守50天。

### 和平时期
中华人民共和国成立後，先後担任中南军政委员会委员、政治协商会议全国委员会委员。
1954年，當选为中华人民共和国国防委员会委员。同年，当选第一届全国人民代表大会代表。
1955年，榮獲中國人民解放軍中将军衔，荣获一级解放勋章，继续担任五十军军长，1969年因病离职退役。1973年在北京去世。曾泽生与陈明仁、阿沛·阿旺晋美、朵噶·彭措饶杰等是中国人民解放军开国将领中极少数从未加入，也未被追授中国共产党党籍的人之一。